# Карашур (Малопургинський район)
Карашу́р (рос. Карашур, удм. Карашур) — присілок в Малопургинському районі Удмуртії, Росія.
Урбаноніми:
- вулиці — Лісова, Центральна

## Населення
Населення — 201 особа (2010; 196 в 2002).
Національний склад станом на 2002 рік:
- удмурти — 99 %